# Diocesi di Osma-Soria

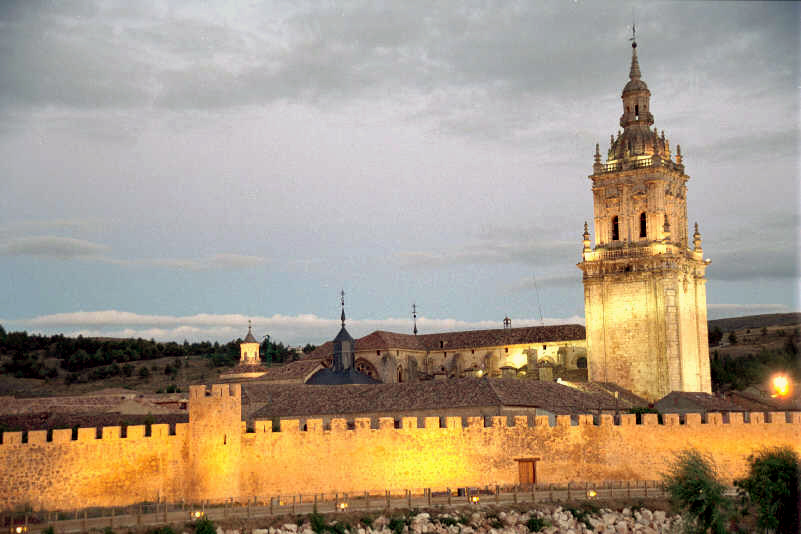
Vista notturna della cattedrale di Osma

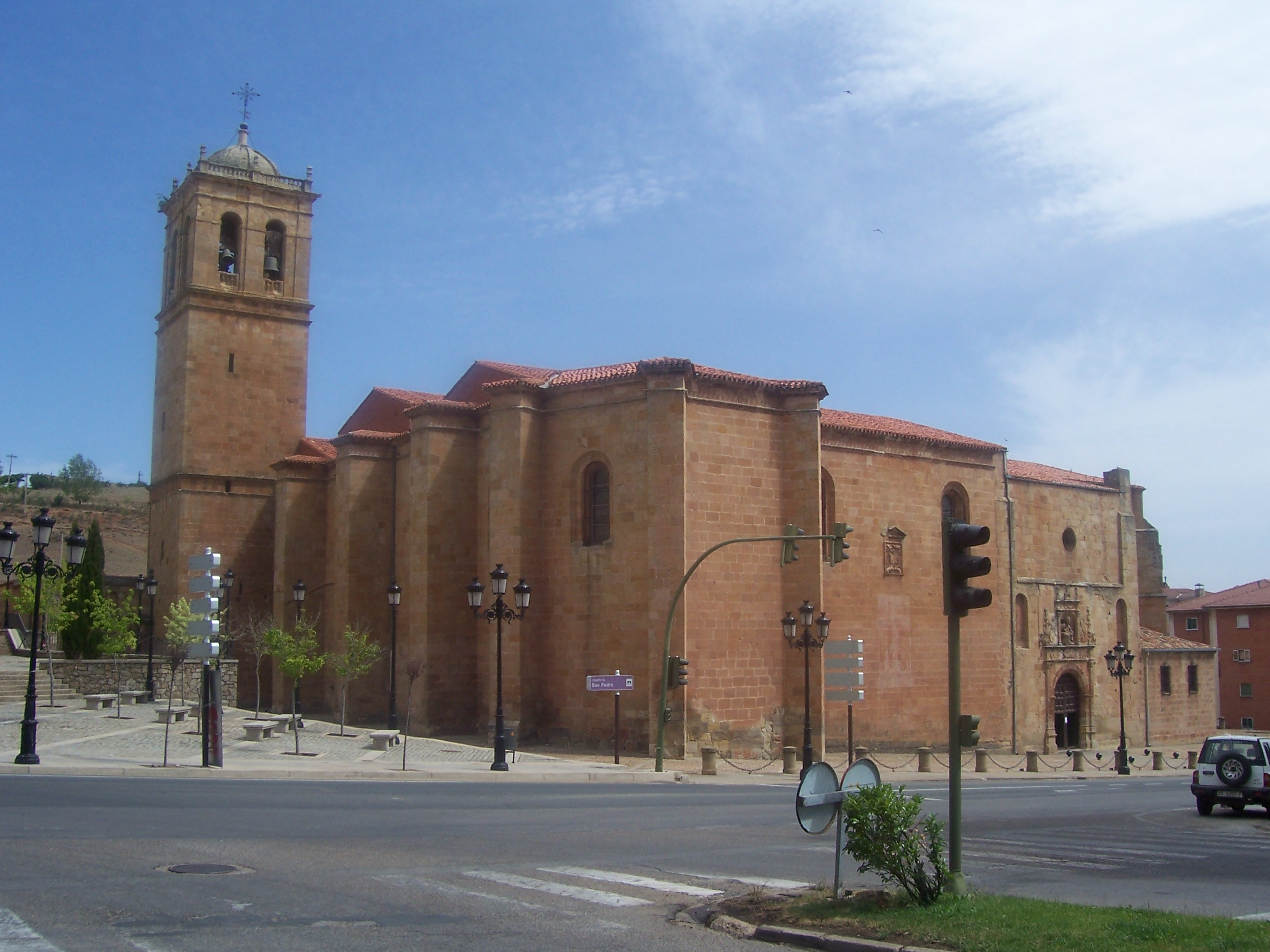
La concattedrale di San Pietro a Soria

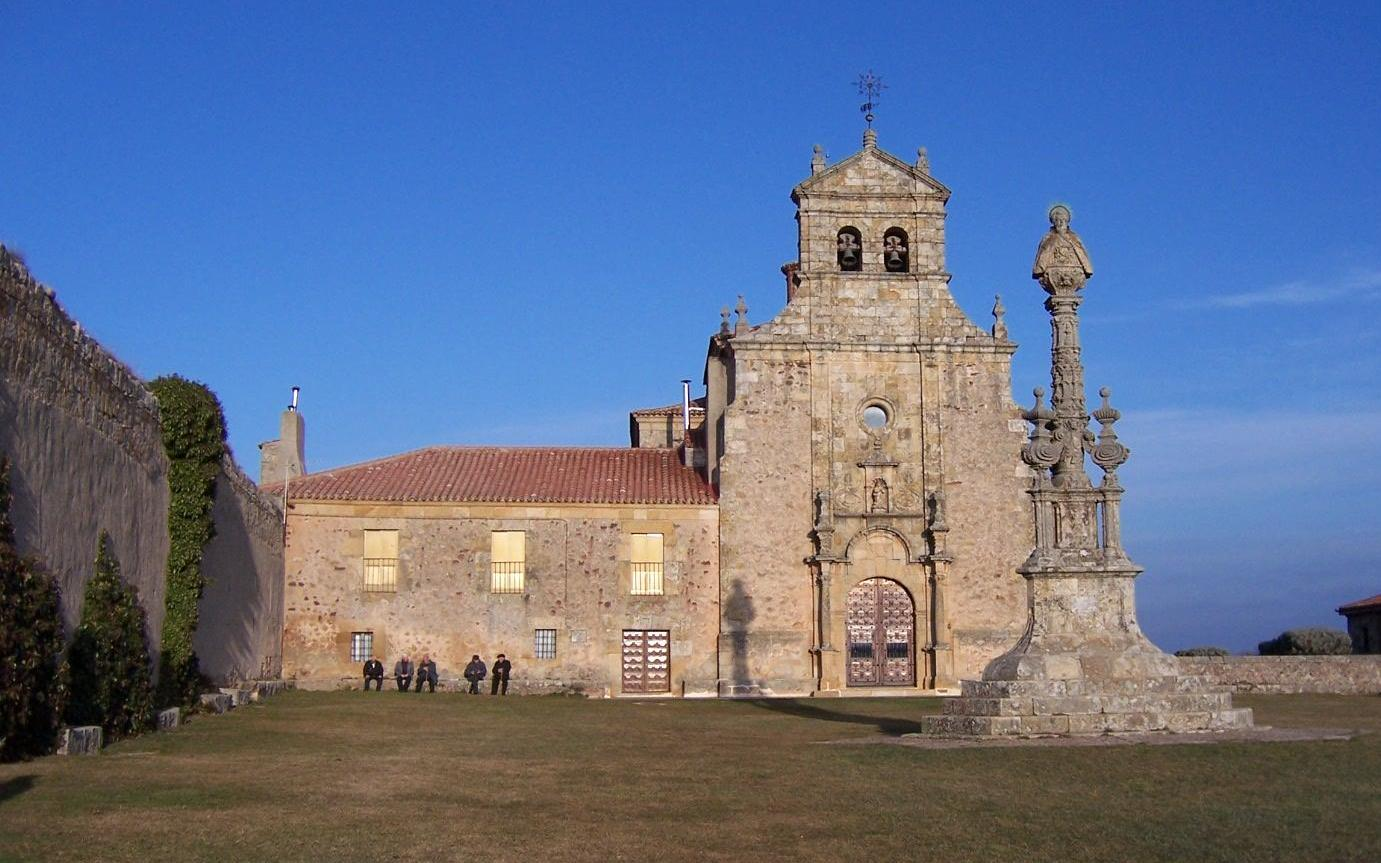
Monastero della Madonna del Mirón

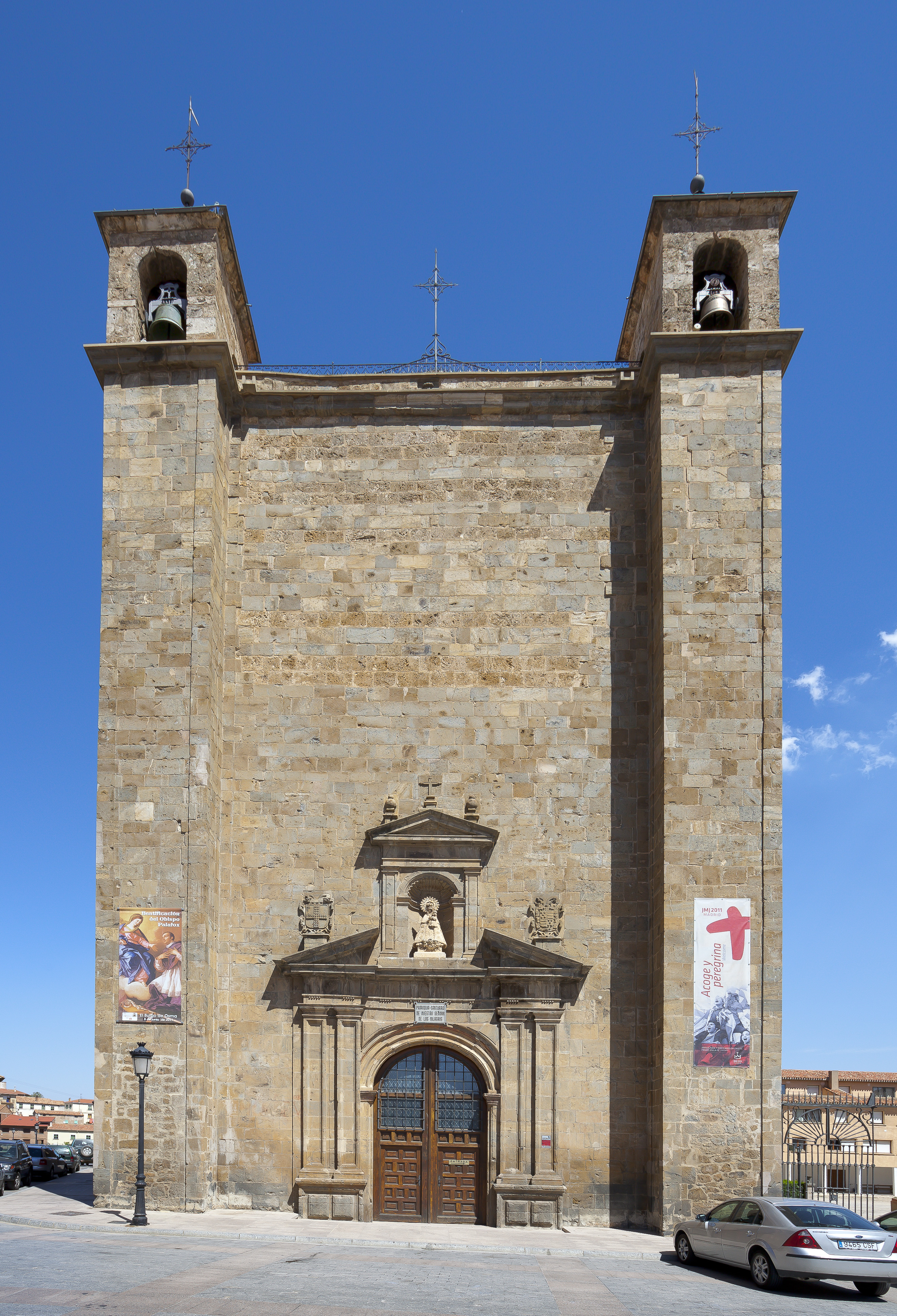
La basilica minore di Nostra Signora dei Miracoli a Ágreda.

La diocesi di Osma-Soria (in latino Dioecesis Oxomensis-Soriana) è una sede della Chiesa cattolica in Spagna suffraganea dell'arcidiocesi di Burgos. Nel 2023 contava 75.000 battezzati su 88.377 abitanti.

## Territorio
La diocesi comprende la provincia spagnola di Soria, situata nella comunità autonoma di Castiglia e León.
Sede vescovile è la cittadina di El Burgo de Osma, dove si trova la cattedrale dell'Assunzione di Maria Vergine. A Soria si trova la concattedrale di San Pietro (San Pedro). A Ágreda sorge la basilica minore di Nostra Signora dei Miracoli.
Il territorio si estende su 10.287 km² ed è suddiviso in 540 parrocchie.

## Storia
La diocesi di Osma è stata eretta nel VI secolo. Originariamente faceva parte della provincia ecclesiastica di Toledo. Il primo riscontro documentale dell'esistenza della diocesi è dell'anno 597.
Durante la lunga occupazione araba, la diocesi non ebbe veri e propri vescovi residenziali. Vi furono però alcuni vescovi titolari, che trovarono rifugio in zone circostanti, come le montagne della Cantabria.
Quando nel 1011 Osma fu riconquistata dai cristiani, la sede episcopale non fu immediatamente ristabilita, ma si dovette attendere fino all'inizio del secolo successivo.
Nel XIII secolo fu intrapresa la costruzione della cattedrale gotica.
Il 19 giugno 1861 venne aggregata alla provincia metropolitana di Burgos, mediante la bolla Ad cumulum tuae di papa Pio IX, rivolta al cardinale arcivescovo di Burgos.
Il 2 settembre e il 22 novembre 1955, con due distinti decreti della Congregazione Concistoriale, entrambi denominati Initis inter, furono rivisti i confini della diocesi per farli coincidere con quelli della provincia civile di Soria, in applicazione del concordato tra la Santa Sede e il governo spagnolo del 1953. La diocesi di Osma cedette 94 parrocchie all'arcidiocesi di Burgos e altre 2 alla diocesi di Segovia. Al contempo si ampliò notevolmente, acquisendo gli arcipresbiterati di Almazán, Ariza, Ayllón, Baraona, Berlanga del Duero, Maranchón, Medinaceli e Retortillo dalla diocesi di Sigüenza e quelli di Yanguas e di San Pedro Manrique dalla diocesi di Calahorra e La Calzada, e con 18 parrocchie dalla diocesi di Tarazona e quella di Montenegro de Cameros dall'arcidiocesi di Burgos.
Il nome della diocesi fu cambiato in diocesi di Osma-Soria da papa Giovanni XXIII, con la bolla Quandoquidem animorum del 9 marzo 1959. Nello stesso giorno la collegiata di San Pedro Apóstol della città di Soria fu eretta concattedrale.

## Cronotassi dei vescovi
Si omettono i periodi di sede vacante non superiori ai 2 anni o non storicamente accertati.
- Juan † (menzionato nel 597)
- Gregorio † (menzionato nel 610)
- Egilia † (prima del 633 - dopo il 656)
- Godescalco ed Esteban † (menzionati nel 675)
- Severiano † (menzionato nel 681)
- Sonna † (prima del 683 - dopo il 693)
- Sisenando † (circa 755)
- Eterio † (circa 784)
- Felmiro † (circa 881)
- Silo, O.S.B. † (circa 912)
- San Pedro de Bourges, O.S.B. † (1101 - 2 agosto 1109 deceduto)
- Raimundo † (1109 - 1126 nominato arcivescovo di Toledo)
- Beltrán † (1126 - 1º ottobre 1140 deceduto)
  - Juan † (1141) (vescovo eletto)
- Esteban † (1141 - 1º settembre 1147 deceduto)
- Juan † (11 gennaio 1148 - 23 dicembre 1173 deceduto)
- Bernardo † (1174 - 1176)
- Miguel, O.S.B. † (1177 - 1184)
- García † (1185 - 1188 deceduto)
- Martín Bazán † (1188 - 27 luglio 1201 deceduto)
- Diego de Acebes † (11 dicembre 1201 - 30 dicembre 1207 deceduto)
- Rodrigo Jiménez de Rada, O.Cist. † (1208 - 27 febbraio 1209 nominato arcivescovo di Toledo)
- Menendo † (1210 - dopo il 18 marzo 1225 deceduto)
- Pedro Ramírez de Piedrola † (1225 - 1231 nominato vescovo di Pamplona)
- Juan Dominguez de Medina † (1231 - 29 maggio 1240 nominato vescovo di Burgos)
- Pedro de Peñafiel † (6 aprile 1241 - 12 aprile 1246 deceduto)
- Gil † (27 marzo 1247 - 4 agosto 1261 deceduto)
- Agustín † (18 ottobre 1261 - 12 aprile 1286 deceduto)
- Juan Álvarez † (4 maggio 1286 - 20 ottobre 1296 deceduto)
- Juan Pérez de Ascaron † (21 agosto 1297 - 1329 dimesso)
- Bernabé † (20 ottobre 1329 - 1348 deceduto)
- Gonzalo † (5 novembre 1348 - 1354 deceduto)
- Alfonso Fernando de Toledo y Vargas, O.E.S.A. † (25 ottobre 1354 - 18 giugno 1363 nominato arcivescovo di Siviglia)[3]
- Lorenzo Pérez † (10 dicembre 1361 - 1367 deceduto)
- Pedro Gómez Barroso y García † (19 luglio 1368 - 4 marzo 1373 nominato vescovo di Cuenca)
- Juan García Palomeque † (4 marzo 1373 - 1373 deceduto)
- Juan de Villareal † (16 novembre 1373 - 22 febbraio 1379 deceduto)
- Pedro Fernández de Frías † (21 marzo 1379 - 23 gennaio 1394 creato cardinale)
  - Pedro Fernández de Frías † (23 gennaio 1394 - 14 giugno 1404 dimesso) (amministratore apostolico)
  - Lupe de Mendoza † (14 giugno 1404 - 26 novembre 1408 dimesso) (amministratore apostolico)
  - Alfonso Carrillo de Albornoz † (26 novembre 1408 - 17 settembre 1422 nominato vescovo di Sigüenza) (amministratore apostolico)
- Juan de Cerezuela y Luna † (2 ottobre 1422 - 7 gennaio 1433 nominato arcivescovo di Siviglia)
- Pedro de Castilla de Eril † (22 aprile 1433 - 6 aprile 1440 nominato vescovo di Palencia)
- Roberto Moya † (6 aprile 1440 - 13 novembre 1453 deceduto)
- Pedro García de Montoya † (9 gennaio 1454 - 18 febbraio 1475 deceduto)
- Francisco de Santillana † (5 aprile 1475 - 1478 deceduto)
  - Pedro González de Mendoza † (8 luglio 1482 - 13 novembre 1482 dimesso) (amministratore apostolico)
  - Raffaele Sansoni Riario † (15 gennaio 1483 - maggio 1493 dimesso) (amministratore apostolico)
- Alfonso de Fonseca † (24 maggio 1493 - prima del 26 novembre 1505 deceduto)
- Alfonso Enríquez † (19 dicembre 1505 - 15 ottobre 1523 deceduto)
- Juan Pardo de Tavera † (31 dicembre 1523 - 8 giugno 1524 nominato arcivescovo di Santiago di Compostela)
- Juan García Loaysa, O.P. † (8 giugno 1524 - 23 febbraio 1532 nominato vescovo di Sigüenza)
- Pedro González Manso † (13 marzo 1532 - 12 febbraio 1537 deceduto)
- Pedro Alvarez de Acosta † (21 maggio 1539 - 20 febbraio 1563 deceduto)
- Honorato Juan † (1º marzo 1564 - 30 luglio 1566 deceduto)
- Francisco Tello Sandoval † (3 marzo 1567 - 13 giugno 1578 nominato vescovo di Plasencia)
- Alonso Velázquez † (13 giugno 1578 - 9 marzo 1583 nominato arcivescovo di Santiago di Compostela)
- Sebastián Pérez † (9 marzo 1583 - 27 luglio 1593 deceduto)
- Martín Garnica † (27 aprile 1594 - 20 novembre 1594 deceduto)
- Pedro Rojas Enríquez, O.S.A. † (30 agosto 1595 - 9 marzo 1602 deceduto)[4]
- Enrique Enríquez, O.S.A. † (15 novembre 1602 - 21 giugno 1610 nominato vescovo di Plasencia)[5]
- Fernando Acevedo † (5 luglio 1610 - 2 giugno 1613 nominato arcivescovo di Burgos)
- Francisco de Sosa, O.F.M. † (23 settembre 1613 - 1618 deceduto)
- Cristóbal Lobera Torres † (9 luglio 1618 - 6 marzo 1623 nominato vescovo di Pamplona)
- Alonso Martín de Zúñiga † (20 marzo 1623 - 21 giugno 1630 deceduto)
- Domingo Pimentel Zúñiga, O.P. † (2 dicembre 1630 - 18 luglio 1633 nominato vescovo di Cordova)
- Francisco Villafañe † (5 settembre 1633 - 20 agosto 1635 deceduto)
- Martín Carrillo Alderete † (9 giugno 1636 - 1º luglio 1641 nominato arcivescovo di Granada)
- Antonio Valdés Herrera † (21 ottobre 1641 - 10 novembre 1653 nominato vescovo di Cordova)
- Beato Juan de Palafox y Mendoza † (23 novembre 1653 - 1º ottobre 1659 deceduto)
- Nicolás de Madrid, O.S.H. † (21 giugno 1660 - 1º ottobre 1660 deceduto)
- Alonso Enríquez de Santo Tomás, O.P. † (26 settembre 1661 - 28 gennaio 1664 nominato vescovo di Plasencia)
- Pedro de Godoy, O.P. † (31 marzo 1664 - 16 maggio 1672 nominato vescovo di Sigüenza)
- Antonio de Isla y Mena † (8 agosto 1672 - 17 dicembre 1681 deceduto)
- Sebastián de Arévalo y Torres, O.F.M. † (20 aprile 1682 - 20 gennaio 1704 deceduto)
- Jorge Cárdenas Valenzuela † (21 luglio 1704 - 18 novembre 1705 deceduto)
- Andrés Soto de la Fuente † (22 marzo 1706 - 29 dicembre 1714 deceduto)
- Felipe Antonio Gil Taboada † (5 luglio 1715 - 4 marzo 1720 nominato arcivescovo di Siviglia)
- Miguel Herrero Esgueva † (15 aprile 1720 - 20 gennaio 1723 nominato arcivescovo di Santiago di Compostela)
- Jacinto Valledor Fresno † (12 aprile 1723 - 12 febbraio 1730 deceduto)
- José Barnuevo, O.S.B. † (24 luglio 1730 - 25 giugno 1735 deceduto)
- Pedro de la Cuadra Achica † (11 aprile 1736 - 7 settembre 1744 nominato arcivescovo di Burgos)
- Juan Antonio Oruña † (28 settembre 1744 - 4 marzo 1748 deceduto)
- Pedro Clemente de Aróstegui † (16 settembre 1748 - 29 agosto 1760 deceduto)
- Jacinto Aguado y Chacón † (18 luglio 1763 - 27 marzo 1764 deceduto)
- Bernardo Antonio Calderón Lázaro † (20 agosto 1764 - 15 ottobre 1786 deceduto)
- Joaquín de Eleta, O.F.M. † (18 dicembre 1786 - 4 dicembre 1788 deceduto)
- José Constancio Andino † (29 marzo 1790 - 13 novembre 1793 deceduto)
- Diego Melo Portugal, O.S.A. † (12 settembre 1794 - 18 dicembre 1795 nominato vescovo di Jaén)[6]
- Antonio Tavira Almazán † (27 giugno 1796 - 14 agosto 1798 nominato vescovo di Salamanca)
- Francisco Ignacio Iñigo Angulo † (25 settembre 1798 - 8 gennaio 1799 deceduto)
- Juan Moya, O.F.M.Obs. † (28 marzo 1799 - 19 febbraio 1801 dimesso)
- José Antonio Garnica, O.F.M.Cap. † (23 febbraio 1801 - 10 gennaio 1810 deceduto)
  - Sede vacante (1810-1814)
- Juan Cavia González † (26 settembre 1814 - 23 dicembre 1831 deceduto)
  - Sede vacante (1831-1847)
- Gregorio Sánchez Rubio, O.S.H. † (17 dicembre 1847 - 27 settembre 1852 nominato vescovo di Avila)
- Vicente Horcos San Martín, O.S.B. † (27 settembre 1852 - 13 gennaio 1861 deceduto)
- Pedro María Lagüera Menezo † (23 dicembre 1861 - 19 dicembre 1892 deceduto)
- Victoriano Guisasola y Menéndez † (15 giugno 1893 - 19 aprile 1897 nominato vescovo di Jaén)
- José María García Escudero y Ubago † (19 aprile 1897 - 22 marzo 1909 deceduto)
- Manuel Lago y González † (25 agosto 1909 - 4 maggio 1917 nominato vescovo di Tui)
- Mateo Múgica y Urrestarazu † (22 febbraio 1918 - 26 ottobre 1923 nominato vescovo di Pamplona)
- Miguel de los Santos Díaz y Gómara † (18 dicembre 1924 - 28 gennaio 1935 nominato vescovo di Cartagena)
- Tomás Gutiérrez Diez † (1º aprile 1935 - 11 novembre 1943 nominato vescovo di Cadice e Ceuta)
- Saturnino Rubio y Montiel † (9 dicembre 1944 - 4 dicembre 1969 ritirato[7])
- Teodoro Cardenal Fernández † (1º dicembre 1969 - 19 ottobre 1983 nominato arcivescovo di Burgos)
- José Diéguez Reboredo † (1º settembre 1984 - 15 maggio 1987 nominato vescovo di Orense)
- Braulio Rodríguez Plaza (6 novembre 1987 - 12 maggio 1995 nominato vescovo di Salamanca)
- Francisco Pérez González (16 dicembre 1995 - 30 ottobre 2003 nominato ordinario militare in Spagna)
- Vicente Jiménez Zamora (21 maggio 2004 - 27 luglio 2007 nominato vescovo di Santander)
- Gerardo Melgar Viciosa (1º maggio 2008 - 8 aprile 2016 nominato vescovo di Ciudad Real)
- Abilio Martínez Varea (5 gennaio 2017 - 9 luglio 2025 nominato vescovo di Ciudad Real)

## Statistiche
La diocesi nel 2023 su una popolazione di 88.377 persone contava 75.000 battezzati, corrispondenti all'84,9% del totale.
| anno | popolazione | popolazione | popolazione | presbiteri | presbiteri | presbiteri | presbiteri                | diaconi | religiosi | religiosi | parrocchie |
| anno | battezzati  | totale      | %           | numero     | secolari   | regolari   | battezzati per presbitero | diaconi | uomini    | donne     | parrocchie |
| ---- | ----------- | ----------- | ----------- | ---------- | ---------- | ---------- | ------------------------- | ------- | --------- | --------- | ---------- |
| 1950 | 188.650     | 188.650     | 100,0       | 390        | 310        | 80         | 483                       |         | 245       | 209       | 429        |
| 1970 | 120.350     | 120.350     | 100,0       | 300        | 248        | 52         | 401                       |         | 83        | 380       | 447        |
| 1980 | 99.000      | 101.150     | 97,9        | 211        | 165        | 46         | 469                       | 1       | 64        | 321       | 450        |
| 1990 | 92.640      | 96.500      | 96,0        | 189        | 147        | 42         | 490                       | 1       | 57        | 347       | 477        |
| 1999 | 86.500      | 93.000      | 93,0        | 183        | 145        | 38         | 472                       | 1       | 56        | 302       | 550        |
| 2000 | 87.400      | 95.033      | 92,0        | 171        | 136        | 35         | 511                       | 1       | 45        | 235       | 550        |
| 2001 | 84.465      | 93.850      | 90,0        | 168        | 133        | 35         | 502                       | 1       | 48        | 309       | 551        |
| 2002 | 82.183      | 91.314      | 90,0        | 177        | 142        | 35         | 464                       | 1       | 52        | 312       | 551        |
| 2003 | 72.580      | 90.717      | 80,0        | 178        | 143        | 35         | 407                       | 1       | 50        | 314       | 551        |
| 2004 | 73.190      | 91.487      | 80,0        | 166        | 135        | 31         | 440                       | 1       | 42        | 235       | 551        |
| 2013 | 76.900      | 95.700      | 80,4        | 126        | 106        | 20         | 610                       |         | 32        | 212       | 551        |
| 2016 | 79.000      | 90.985      | 86,8        | 122        | 96         | 26         | 647                       |         | 41        | 151       | 543        |
| 2019 | 78.500      | 88.571      | 88,6        | 112        | 88         | 24         | 700                       |         | 36        | 190       | 543        |
| 2021 | 77.100      | 88.884      | 86,7        | 99         | 82         | 17         | 778                       |         | 28        | 192       | 540        |
| 2023 | 75.000      | 88.377      | 84,9        | 102        | 81         | 21         | 735                       |         | 32        | 140       | 540        |